# Ernest Terreau
Ernest Terreau (Auxy, Saona i Loira, 31 de maig de 1906 - París, 19 de febrer de 1983) va ser un ciclista francès, que fou professional entre 1931 i 1943. Va destacar en el ciclisme en pista aconseguint un medalla de plata al Campionat del món en Mig Fons, i tres títols nacionals.

## Palmarès en ruta
- 1932
  - 1r al Circuit de Saona i Loira
  - 1r al Critérium des As
- 1934
  - 1r a la Bordeus-Saintes
- 1935
  - 1r al Critérium des As
- 1936
  - 1r al Critérium des As

## Palmarès en pista
- 1937
  -  Campió de França de mig fons
- 1941
  -  Campió de França de mig fons
- 1943
  -  Campió de França de mig fons